# 血浓于水
血浓于水是一个谚语，意思是家庭纽带永远比其他关系牢固。关于这句谚语的最古老记录可追溯到 12 世纪的德语中。

## 历史渊源
类似的德文谚语以不同的形式首次出现在海因里希·德·格利切泽尔创作的中世纪德国野兽史诗《列那狐傳說》（Reinhart Fuchs）中。13 世纪海德堡手稿的部分内容是：
ouch hoer ich sagen, das sippe blůt von wazzere niht verdirbet 
翻译为：“我还听到有人说，亲情不会被水破坏”。雅各布-格林认为，在其他任何地方都找不到的这句话，意思是家族血缘的纽带不会被洗礼之水抹去，因此乌鸦迪泽林虽然接受了洗礼，却继承了父亲的外貌。
1412 年，英国牧师约翰·莱德盖特在他的诗《特洛伊书》中写道：
For naturelly blod wil ay of kynde / Draw unto blod, wher he may it fynde.
威廉·詹金在 1652 年的一次布道中以现在的形式引用了这句谚语：“（我们说）血浓于水；基督的鲜血美化了我们的任何朋友和孩子，这确实应该让我们在那些与我们之间只有水一样的自然关系的人面前更喜欢他们"
这句谚语经常出现在十八和十九世纪苏格兰作家的文学作品中。在约翰·摩尔的《泽鲁科》（1789 年）中，一个人物在信中向另一个人保证，他几乎不可能忘记老朋友，“更不会忘记我的血亲；因为血浓于水”。在克里斯蒂安·伊莎贝尔·约翰斯通的苏格兰爱情小说《阿尔宾氏族：一个民族的故事》（1815）中，角色弗洛拉被认为“充其量是混血儿”，但一位远房亲戚观察到“血浓于水……蒙齐瓦的所有水都无法洗净她身上的我们的血。”。这个短语或一些变体多次出现在沃尔特·司各特爵士的作品中，包括《玛米恩》（1808）、 《罗伯·罗伊》(1817)以及《盖伊·曼纳林》(1815)：“轮子——布鲁德的[原文如此]比水浓——她可以来吃奶酪。”这句谚语也出现在英国改革家托马斯·休斯的《汤姆·布朗的学生时代》中。
这句话最早见于美国的《阿萨巴斯卡省日志》（1821 年）。1859 年 6 月 25 日，在珠江口水域指挥美国舰队的美国海军准将约赛亚·塔特纳尔三世在解释他为何援助英国舰队攻击海河口的大沽口炮台时，将这句格言载入了美国史册，从而放弃了美国在第二次鸦片战争中的珠江口战役后采取的严格的中立政策。

## 其他解释
使用血这个词来表示亲属或家庭关系的这一用法，其根源可以追溯到希腊和罗马的传统，从 14 世纪晚期开始在英语世界出现。
在十八和十九世纪的谚语中，“血缘”用于隐喻国家或宗族关系，而非血亲关系。例如，在《阿尔宾氏族》一书中，主人公们正在争论娇小柔弱的弗洛拉是否有足够纯正的宗族关系，可以嫁到克雷格-吉利安（Craig-gillian）家族，因为他们更喜欢“亚马逊女儿”。“民族”隶属关系的概念也可以被解释得相当宽泛，就像上文第二次鸦片战争的例子一样，在这个例子中，一名美国海军准将前来援助英国海军。一位 19 世纪为《按语和征询》杂志撰稿的英国人认为，美国人仍然因“教育和血统 ”而与英国联系在一起：“加菲尔德总统遇刺的消息在英国引起的悲愤之情，以及他长期的痛苦所唤起的同情，是任何外国人都无法唤起的。‘血浓于水’，以及经常听到的‘他不是外国人，他是美国人’，表明人们普遍承认这一点"。
H.C. 特朗布尔将这一表述与阿拉伯世界的血液和牛奶进行了对比：
我们西方人习惯说 “血浓于水”，但阿拉伯人却认为血浓于奶，浓于母亲的乳汁。在他们那里，任何两个吃奶的孩子都被称为 “吃奶兄弟 ”或 “吸奶兄弟”，他们之间的联系非常紧密。[......]但阿拉伯人认为，血盟中的兄弟比同乳兄弟更亲密；尝过彼此鲜血的人比一起尝过同一种乳汁的人的盟约更牢固；“舔血兄弟”，有时也被称作 “舐血兄弟”，他们比 “乳兄弟 ”或 “吮乳兄弟 ”更真正地融为一体；事实上，血浓于乳，也浓于水。
赫胥黎的《哲学家之歌第九首》（1920 年）对这句谚语采取了不同的态度，他说：“众所周知，血比水更浓稠/但感谢上帝，水比血更宽广”
作家阿尔伯特·杰克和弥赛亚犹太教的理查德·普斯特尔尼亚克在 20 世纪 90 年代和 2000 年代撰文称，这一说法的原意是，立下血约（或一起在战场上流血）的人之间的联系比 “子宫之水 ”形成的联系更紧密，因此 “圣约之血比子宫之水更浓”。两位作者都没有引用任何资料来支持他们的说法。